# Dekameron (film)
Dekameron (wł. Il Decameron) – włoski film fabularny z 1971 roku w reżyserii Piera Paola Pasoliniego. Obraz oparty jest na Dekameronie Giovanniego Boccaccia i wchodzi w skład tzw. trylogii życia Pasoliniego. Pozostałe części tego tryptyku to: Opowieści kanterberyjskie (1972) oraz Kwiat tysiąca i jednej nocy (1974).
Film brał udział w konkursie głównym na 21. MFF w Berlinie, gdzie zdobył drugą pod względem znaczenia nagrodę, czyli Srebrnego Niedźwiedzia – Grand Prix Jury.

## Produkcja
Zdjęcia do filmu kręcono na terenie Włoch i Francji we wrześniu i październiku 1970 roku w następujących lokalizacjach:
- region Kampania (Neapol, Amalfi, Caserta, Ravello, Salerno, Sorrento, Wezuwiusz);
- region Trydent-Górna Adyga (Bolzano, Bressanone);
- region Lacjum (Rzym, Viterbo, Priverno, Nepi);
- Dolina Loary (departament Maine i Loara)[1]

## Obsada
- Franco Citti
- Ninetto Davoli
- Jovan Jovanović
- Pier Paolo Pasolini